# Place of Skulls
Place of Skulls (englisch Schädelstätte, von Golgota) ist eine von Victor Griffin im Jahr 2000 initiierte Doom-Metal-Band. Der Pentagram-Gitarrist ist das einzig beständige Mitglied der Gruppe, die zu den populärsten und bedeutendsten Genrevertretern mit christlicher Botschaft gezählt wird. Die Musik gilt als klassischer Doom Metal, in welchem Einflüsse aus Blues und verschiedenen Stilrichtungen des Rocks aufgegriffen werden. Positive Resonanz erhält die Band sowohl aus der christlichen Rock- und Metal-Szene als auch aus der nicht-christlichen Metal-Szene.

## Geschichte
Die Geschichte von Place of Skulls wurde durch mehrere Wechsel der neben Griffin beteiligten Musiker geprägt. Dabei ist die Historie der Band eng an diejenige von Pentagram geknüpft und durch diverse personelle Überschneidungen mit Pentagram gekennzeichnet. Weitere Faktoren wie Griffins Alkoholabhängigkeit und seine eigene Tätigkeit für Pentagram wirkten sich zugleich auf die Kontinuität der Bandaktivität aus. Aufgrund dieser Besonderheiten in der Bandkonstellation blieben die Aktivitätszeiträume von Place of Skulls unbeständig. Die ersten Alben wurden in Abständen von zum Teil wenigen Monaten veröffentlicht. Spätere Werke erschienen mit großen Zeitabständen.

### Karriereverlauf

#### Vorgeschichte und Anfangszeit

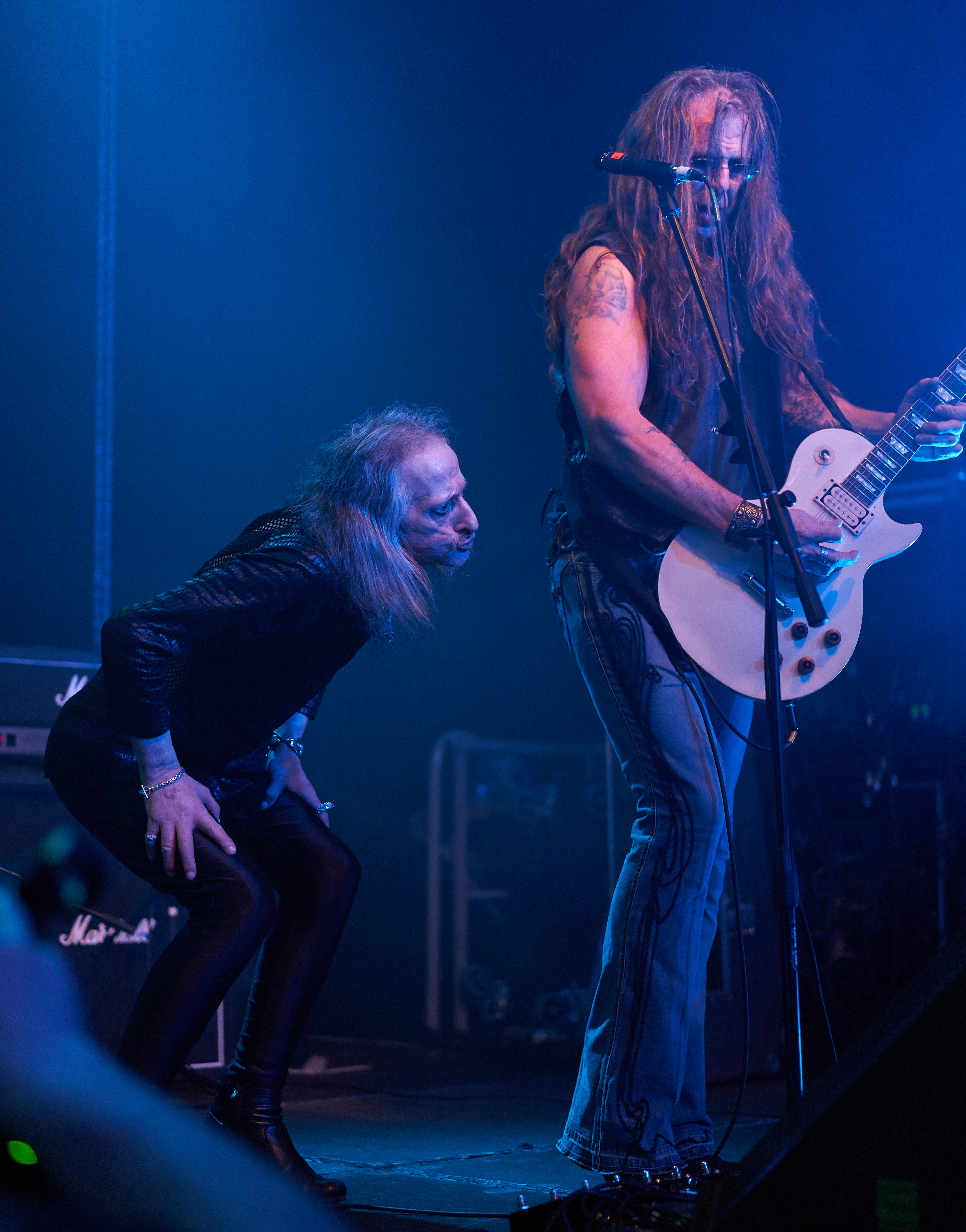
Griffin wurde als Gitarrist von Pentagram, hier Griffin und Liebling beim Hammer of Doom 2015, berühmt.

Griffin verließ 1996 die von ihm mitgeprägte Doom-Metal-Band Pentagram, nachdem ihn der Tod seines Vaters und dreier weiterer Verwandter beeinträchtigt hatte. Nach dieser Zäsur erlitt er einen Kontrollverlust in seiner Abhängigkeit von Alkohol und anderen Drogen. Erst mit seiner Hinwendung zum Christentum, so Griffin, konnte er sein Suchtverhalten überwinden. Anstatt zu seiner vormaligen Band zurückzukehren, initiierte er vier Jahre nach seinem Ausstieg bei Pentagram mit Place of Skulls ein eigenes Doom-Metal-Projekt mit einer, seiner neu gewonnenen Spiritualität entsprechend, religiösen Ausrichtung. Bereits mit dem Bandnamen verwies er auf die biblische Schädelstätte Golgata und nahm gezielt Bezug auf seinen Glauben.
Die Band nahm im August 2000 in ihrer Heimatstadt Knoxville (Tennessee) das Livealbum Live! auf. Live! enthielt vier alte Pentagram-Stücke, eine Coverversion des Titels Consuming Fire der christlichen Rockband Third Day sowie drei neue eigene Lieder. Anstatt mit den üblichen Vertrags- und Kooperationspartnern der Musikindustrie zu interagieren, wurde das Album von der Gruppe im Direktvertrieb verkauft.
Allerdings bedeutete diese Entscheidung keine grundsätzliche Positionierung, fortan als Do-it-yourself-Interpret in Erscheinung zu treten und sich der Musikindustrie zu entziehen. Parallel zum Livealbum nahm Place of Skulls ein Demo auf und kontaktierte verschiedene Musiklabel. Das selbstbenannte Demo enthielt Studioaufnahmen der drei auf Live! präsentierten Place-of-Skulls-Stücke. Der Künstler Frank Kozik nahm die Gruppe als Reaktion auf das Demo für sein kalifornisches Independent-Label Man’s Ruin Records unter Vertrag, dennoch erschien nur eine Neuauflage des Livealbums im Januar 2001 über die im späteren Verlauf des Jahres in eine wirtschaftliche Krise geratene Firma.
Noch vor der Wiederveröffentlichung von Live! über Man’s Ruin Records traten Griffin und der Bassist Lee Abney gemeinsam mit den Pentagram-Musikern Bobby Liebling und Joe Hasselvander als reformierte Death Row, ein Vorgänger-Projekt von Pentagram, in Erscheinung. Die Reunion wurde mitunter durch gemeinsame Konzerte von Death Row und Place of Skulls begleitet. In Washington, D.C. absolvierten beide Bands gemeinsam mit den Doom-Metal- und Stoner-Rock-Gruppen Black Manta, Internal Void und Throttlerod einen solchen Auftritt. Teile des Konzertes wurden 2001 von der Promotionfirma Doom Capital Productions, welche das Konzert organisiert hatte, in einer auf 100 Exemplare limitierten Auflage als Split-Livealbum aller beteiligter Gruppen vertrieben.

#### Mit Southern Lord
Nachdem sich das Label Man’s Ruin Records 2002 aus finanziellen Schwierigkeiten endgültig aufgelöst hatte, nahm Place of Skulls ein zweites Demo mit drei neuen Stücken auf. Griffin, Abney, Liebling und Hasselvander entschieden unterdessen, Death Row erneut aufzulösen, woraufhin sich Griffin und Abney auf Place of Skulls konzentrierten.
Das schlicht Demo II benannte Demo sowie die Reputation der Musiker ermöglichte der Gruppe einen Vertrag mit Southern Lord, dem Label des Sunn-O)))- und Thorr’s-Hammer-Gitarristen Greg Anderson. Demo II enthielt die ersten Stücke des 2002 über Southern Lord veröffentlichten Albums Nailed. Der Albumtitel sowie die grafische Aufbereitung verwiesen auf die Kreuzigung Jesu – ein Thema, das in nachfolgenden Veröffentlichungen fortgeführt wurde. Die Liedtexte transportierten Aspekte von Griffins religiöser Überzeugung. Aus Nailed wurde noch 2002 die 7″-Doppel-A-Vinyl-Single The Fall / Evil Seed ausgekoppelt. Der Albumverkauf wurde mittels einer Amerika-Tournee mit Spirit Caravan unterstützt.

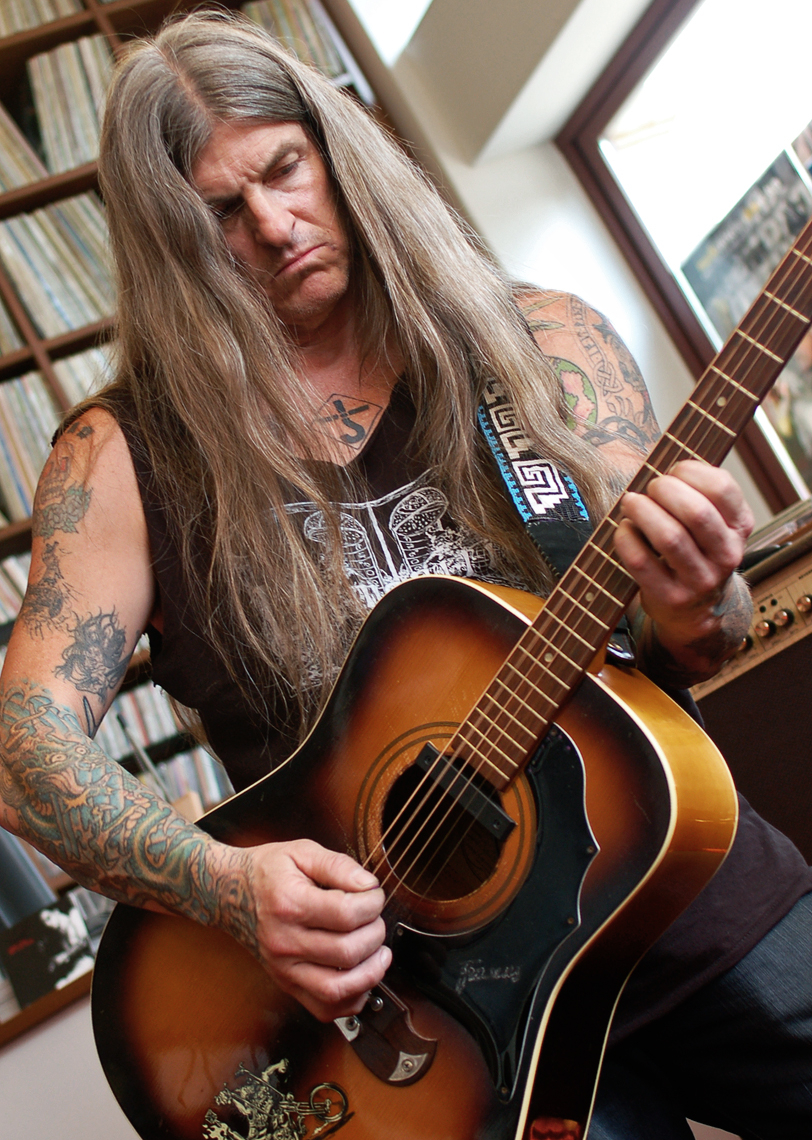
Scott „Wino“ Weinrich beteiligte sich am zweiten Place-of-Skulls-Album With Vision

Nach Abschluss der Tournee lösten sich die Tour-Partner Spirit Caravan aufgrund zu geringen Erfolges auf. Sänger und Gitarrist Scott „Wino“ Weinrich, welcher durch seine Beteiligung an Bands wie Saint Vitus und The Obsessed in der Doom-Metal-Szene hohe Anerkennung genoss, schloss sich daraufhin Place of Skulls an. Zu den Aufnahmen des 2003 über Southern Lord veröffentlichten Albums With Vision teilten sich Weinrich und Griffin die Aufgabe des Gesangs. Beide Musiker brachten unabhängig voneinander eigene Stücke ein. Gemeinsame Proben wurden allerdings aufgrund der räumlichen Distanz kaum absolviert und eine das Album promovierende Tournee konnte wegen privater Verpflichtungen und der räumlichen Distanz nicht stattfinden. Weinrich wandte sich so, noch vor dem Erscheinen von With Vision, seinem nächsten eigenen Projekt, The Hidden Hand, zu.

#### Umbruchphase
Nach der Veröffentlichung von With Vision wurde es unruhig um die Band. Statt neue Stücke aufzunehmen, wechselten Griffins Mitmusiker mehrfach. Erst 2005 erschien die EP Love Through Blood via Outlaw Recordings, welche unveröffentlichte Stücke der Nailed-Aufnahme-Session enthielt.
Griffin entschied sich indes gegen ein drittes Album für Southern Lord, nachdem das Verhältnis zwischen Band und Label zunehmend einschlief und ihm Gerüchte zugetragen wurden, Southern Lord habe die Band ohne offizielle Stellungnahme bereits fallen gelassen. Daher erschien das dritte Album The Black is Never Far 2006 über das deutsche Doom- und Extreme-Metal-Label Exile on Mainstream Records. Der Kontakt zum Label entstand im Verlauf einer Europatournee, während welcher Griffin mehrmals auf den Label-Betreiber Andreas Kohl traf. Kohl und Griffin hielten Kontakt und schlossen einen Vertrag für ein Album. Als Gastmusikerin wurde die Saxophonistin Chastity Brown präsentiert, deren Beteiligung in einigen Rezensionen als Besonderheit angesprochen wurde. The Black Is Never Far wurde vielfach gelobt und gilt als das düsterste und depressivste Album der Gruppe. In den auf die Veröffentlichung folgenden Jahren blieben weitere Aktivitäten weitestgehend aus. Gelegentlich sprach Griffin gar vom Ende der Band. Später erklärte er, dass die Unterbrechung der Bandaktivität mit einem Rückfall in seine Sucht zusammenhing. Diese habe den Fortbestand von Place of Skulls nachhaltig gefährdet.
Die Bandbesetzung blieb weiterhin unbeständig und Auftritte der Band fanden nur selten statt. Erst mit Abneys Wiedereinstieg stabilisierte sich das Bandgefüge und die Mitglieder wirkten erfolgreich auf Griffin ein, seine Abhängigkeit zu überwinden. Mit As a Dog Returns erschien 2010 ein neues Album über Giddy Up! Records, einem bald darauf geschlossenem Label. Der Titel ist dem Buch der Sprichwörter entlehnt. Den vollständigen Satz „Wie ein Hund, der zu seinem Gespei zurückkehrt, so ist ein Narr, der seine Dummheit wiederholt.“ bezog Griffin im Gespräch mit dem Fanzine Doom Metal Front auf seinen Rückfall in die Alkoholabhängigkeit.

#### Nach Griffins Rückkehr zu Pentagram
Im Jahr der Veröffentlichung von As a Dog Returns trat Griffin erneut Pentagram bei, welche er 2012 verließ, um 2014 dauerhaft zurückzukehren. In der Zwischenzeit nahm Griffin das ursprünglich als Soloalbum geplante In-Graved auf. Die mit Place-of-Skulls-Mitgliedern und vielen Gastmusikern gestaltete Aufnahme wurde 2013 über Svart Records unter dem Bandnamen In-Graved vermarktet. Ab 2016 wurde das Album als reguläres Place-of-Skulls-Album erneut herausgegeben und in die Diskografie der Band aufgenommen. Der Musikjournalist und Autor des Doom Metal Lexicanums Aleksey Evdokimov sieht die Wiederveröffentlichung des Albums als offizielles Place-of-Skulls-Werk als einen Hinweis darauf, dass Griffins Rückkehr zu Pentagram nicht das Ende von Place of Skulls bedeutete. Trotz solcher Einschätzungen blieb die Aktivität der Gruppe weiterhin gering.

### Besetzungsgeschichte
Für die erste Besetzung der Band kontaktierte Griffin, der selbst als Sänger und Gitarrist auftrat, den früheren Death-Row- und Pentagram-Bassisten Lee Abney. Einen Schlagzeuger suchten Abney und Griffin hingegen mittels einer Anzeige. Die Gruppe wurde nach einem Vorspiel durch Tim Tomaselli vorerst komplettiert. Nach der Veröffentlichung des Debüts 2002 und der anschließenden Tournee mit Spirit Caravan im gleichen Jahr verließ Abney die Gruppe und wurde vorerst durch Griffins Neffen Greg Turley, welcher ebenfalls bereits bei Pentagram gespielt hatte, ersetzt.

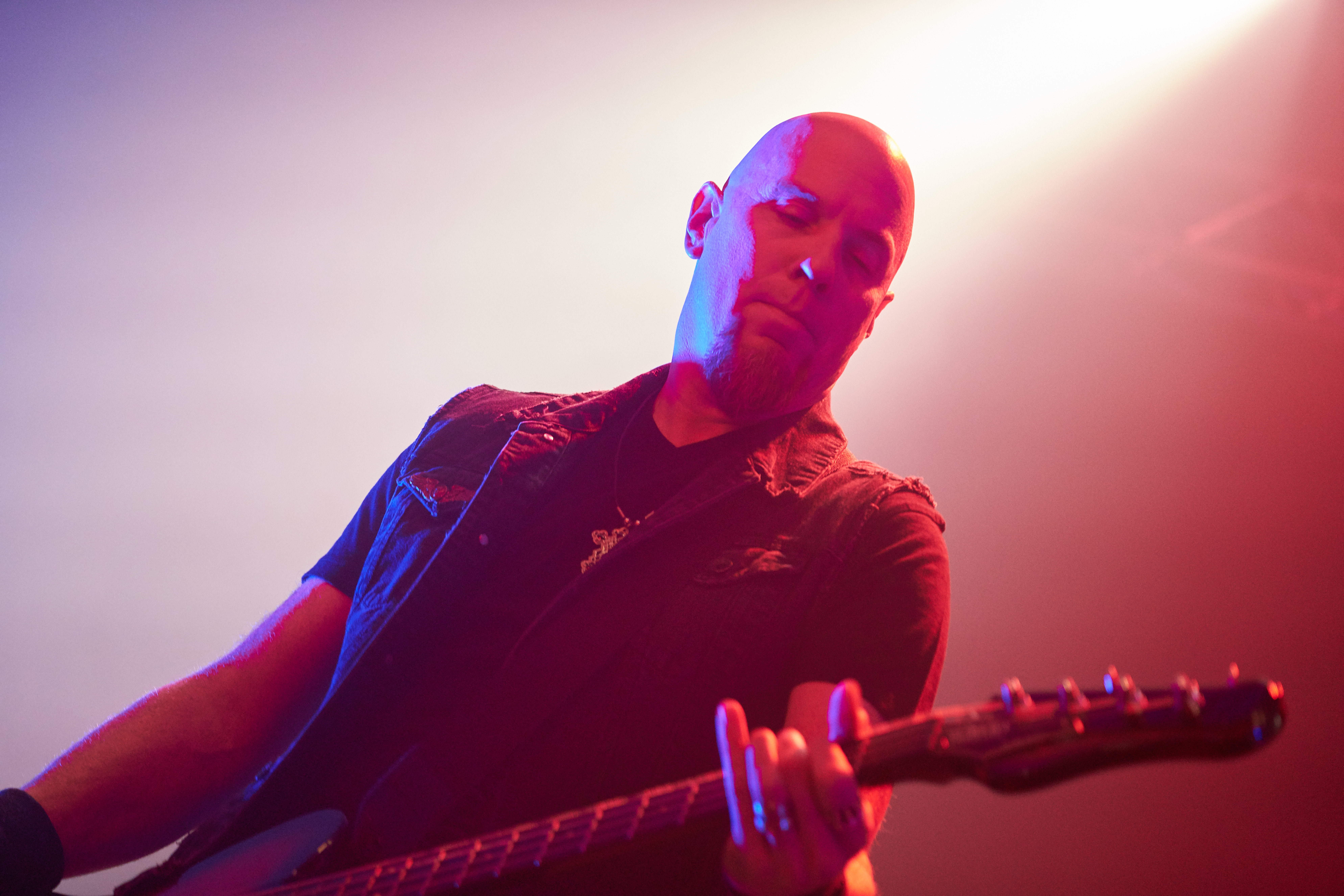
Der Pentagram-Bassist und Griffin-Neffe Greg Turley war nur kurz Mitglied von Place of Skulls

Nachdem sich Spirit Caravan aufgrund zu geringen Erfolges aufgelöst hatten, stieg Weinrich vorübergehend als zweiter Sänger und Gitarrist bei Place of Skulls ein. Griffin und Weinrich, die einander aus der Doom-Metal-Szene kannten und ein freundschaftliches Verhältnis unterhielten, hatten im Vorfeld häufiger über eine mögliche Kooperation gesprochen. Entsprechend Weinrichs neuer Situation bot Griffin ihm an, sich als zweiter Sänger und Gitarrist an Place of Skulls zu beteiligen. Weinrich willigte ein, die Kooperation war jedoch nicht von Dauer. Während der Proben und Aufnahmen stellten die Musiker fest, dass die räumliche Distanz zwischen Maryland, Weinrichs Heimat, Washington D.C., Turleys Wohnort, und Knoxville, Griffins und Tomasellis Heimat, die Band hemmte. Weinrich wandte sich seinem nächsten eigenen Projekt The Hidden Hand zu. Turley, der später erneut zu Pentagram stoßen sollte, verließ ebenso die Band.
Im Sommer 2002, nach dem Ausstieg von Turley und Weinrich, präsentierte Griffin den Trouble-Bassisten Ron Holzner als neues Bandmitglied. Gemeinsam mit ihm wurden einige Auftritte absolviert, eine gemeinsame Veröffentlichung kam jedoch nicht zustande. Holzner schied ohne gemeinsame Veröffentlichung aus der Band und zusätzlich zum Bassisten verließ Tomaselli zwischenzeitlich die Band. Er wurde für ein Jahr durch Peter Campell von Sixty Watt Shaman und The Mighty Nimbus ersetzt. Allerdings kehrte Tomaselli alsbald in die Gruppe zurück. In den folgenden Jahren wechselten beide einander in unregelmäßigen Abständen als Schlagzeuger ab. An den Aufnahmen zu dem 2006 veröffentlichten Album The Black Is Never Far beteiligte sich Abney, ohne in die Gruppe zurückzukehren. Tomaselli hingegen war zu diesem Zeitpunkt bereits wieder Teil der Band. Die Rolle des Place-of-Skulls-Bassisten übernahm Dennis Cornelius von Revelation, Abney trat lediglich als Gastmusiker in Erscheinung. Cornelius verließ die Gruppe 2007 und Abney kehrte zurück, um sich fortan als Bassist einzubringen. Als As a Dog Returns 2010 erschien, gehörten neben Griffin erneut Abney und Tomaselli der Band an. Tomaselli und Campell wechselten noch in den folgenden Jahren einander als Schlagzeuger von Place of Skulls ab.

## Werk und Wirkung
Die Musik von Place of Skulls gilt als klassischer Doom Metal mit je nach Veröffentlichung unterschiedlich starken Einflüssen aus dem Blues, dem Stoner-, dem Psychedelic-, dem Hard- oder dem Bluesrock. Als inhaltliche Konstante der Gruppe gelten Griffins spirituelle und religiöse Texte. Musikpresse sowie christliche Medien rezipieren die Veröffentlichungen der Gruppe zumeist positiv, mit je nach Medium unterschiedlichen Schwerpunkten in ihren Besprechungen.

### Inhalt
Die meisten der von Griffin verfassten Liedtexte sind christlich-religiöser Natur. So bezeichnet Griffin die Band als Ausdrucksmöglichkeit seiner religiösen Überzeugung. Missionarisch angelegt sei keines der Lieder und einer konkreten christlichen Lehre möchte er seine Texte nicht zuordnen, da er den organisierten Kirchen eher kritisch gegenübersteht. Dabei räumt er ein, dass die Liedtexte zum Teil als missionarisch auslegbar seien. Die Texte sollen dennoch eher anhaltend auf Fragen nach „Gott, Glauben und Ähnlichem“ eingehen. Stücke wie Though He Slay Me, Breath of Life oder Dayspring setzen sich direkt mit seinem Verhältnis zu Gott sowie den von Griffin als seine Schwächen benannten Eigenschaften auseinander. Entsprechend bezeichnet er den anhaltenden Rekurs auf Jesus und die Bibel als Reflexion und Ausdruck seines Glaubens, Fühlens und Denkens. Manche Stücke wie He’s God tendieren dennoch in das christliche Genre des Praise and Worship. In einigen Liedern werden Textteile aus der Bibel zitiert, insbesondere für die Texte von As a Dog Returns und Love Through Blood griff Griffin auf Psalme zurück.
Trotz Interviewaussagen, in denen Griffin eine ablehnende Haltung zu Homosexualität und Schwangerschaftsabbruch zeigt, sind solche Inhalte kaum in den Stücken von Place of Skulls zu finden. Mit dem abtreibungskritischen Text zu The Maker und seinen Erläuterungen zu diesem Lied positionierte sich Griffin nahe der Lebensrechtsbewegung. Er wies aber im Gespräch mit dem Fanzine Doom Metal Front darauf hin, das Thema nicht aus einer belehrenden Perspektive, sondern aus einer persönlichen Erfahrung zu betrachten. So habe er den Text aus der Erfahrung als Beteiligter geschrieben. Dazu gab er an, die Entscheidungsfreiheit auf einer politischen Ebene, wie von der Pro-Choice-Bewegung protegiert, nachvollziehen zu können.

### Gestaltung

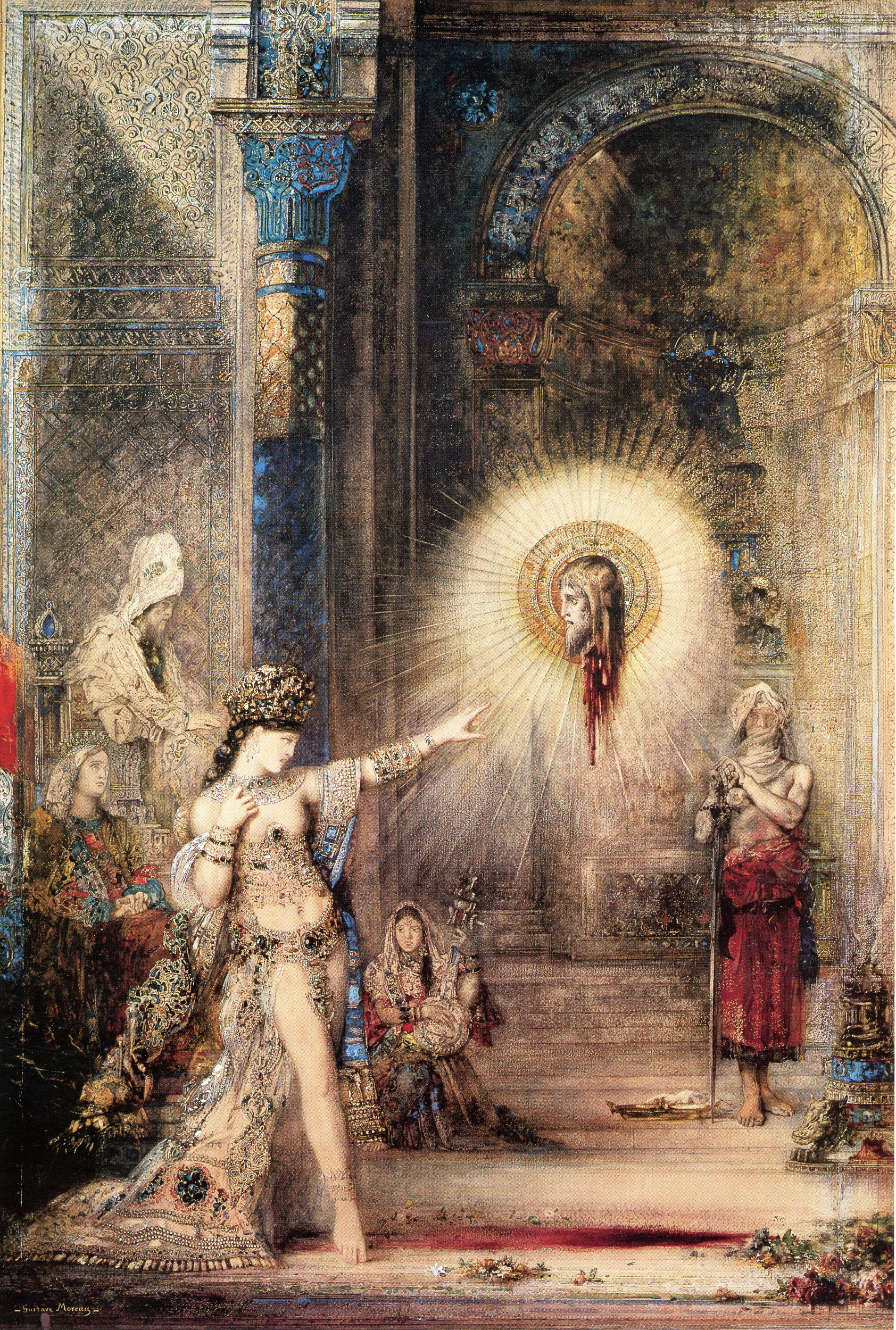
Zur Cover-Gestaltung des Albums With Vision wurde ein Ausschnitt des Gemäldes Die Erscheinung von Gustave Moreau aus dem Jahr 1876 genutzt. Das Bild wurde um eine Legende, welche auf die dargestellte Geschichte von Salome und Johannes dem Täufer eingeht, ergänzt.

Der christliche Grundgedanke spiegelt sich ebenso in der Gestaltung der Tonträger wider. Verweise auf Jesus sowie speziell die Passion sind gängige Motive auf Place-of-Skulls-Tonträgern. Weitere Themen, die in Griffins Werk eine ähnlich tragende Rolle spielen und von ihm christlich konnotiert werden, insbesondere Schuld, Verfehlungen und Sühne, werden ebenfalls aufgegriffen. So wurde With Vision mit einem Ausschnitt des Gemäldes Die Erscheinung von Gustave Moreau und Love Through Blood mit einem Ausschnitt einer von Gustave Dorés Illustrationen für die Göttliche Komödie gestaltet. Beide Bilder wurden farblich verändert und um die Angaben des Bandnamens und Albumtitels ergänzt.

### Stil
Die Musik von Place of Skulls wird dem klassischen Doom Metal, in Fortführung der Genreinitiatoren Black Sabbath und Pentagram, zugerechnet. Daniel Bukszpan beschreibt die Musik in seinem Buch The Encyclöpedia öf Heavy Metal als „100-prozentigen Old-School Sabbath-anbetenden Doom Metal“. Der kanadische Musikjournalist und Autor diverser metal-spezifischer Sachbücher Martin Popoff sieht die Musik von Place of Skulls ebenso als Black-Sabbath-Doom-Metal in einer direkten Pentagram-Tradition.
Gelegentlich wird diese Kategorisierung um ergänzende Stilbegriffe, insbesondere Psychedelic und Stoner Rock, erweitert. Der personellen Nähe entsprechend werden Vergleiche mit Pentagram und Death Row ebenso häufig bemüht wie solche mit Black Sabbath, um den präsentierten Stil in ein Verhältnis zu anderen Genrevertretern zu setzen. Vergleiche mit weiteren Stoner-Rock- und Doom-Metal-Vertretern wie Saint Vitus, Cathedral, Trouble, Kyuss und The Obsessed werden gleichermaßen bemüht.
Der Gesamtklang der Gruppe wird als „erdig, kernig“ und als zum Teil „brachial“ beschrieben. Die Musik stehe insbesondere mit dem erdigen Klang dem Blues nahe. In einer Rezension für das Webzine Metalreviews wird der Neologismus „Bluesdoom“ gebildet, um diese Nähe in Abgrenzung zu anderen Doom-Metal-Substilbegriffen wie Funeral Doom, Death Doom oder Stoner Doom zu kennzeichnen. Die Bluesanteile werden besonders in Griffins Gesang sowie in seinem Gitarrenspiel ausgemacht. Selbst betont er eine persönliche Affinität zum Chicago- und Delta-Blues, welche zunehmend in die Musik von Place of Skulls einfloss, ohne dabei das Doom-Metal-Genre hinter sich zu lassen. Gelegentliche Tempoerhöhungen grenzen die Musik zudem von weiteren Interpreten des Genres ab.
Der Stil bleibt über die Veröffentlichungen der Gruppe hinweg von einem fuzzy groovenden Gitarrenspiel dominiert. Griffins Spiel gilt als langsam, einzigartig und einflussreich über seine Beteiligung an Place of Skulls hinaus. Der von ihm, durch seine Tätigkeit für Death Row und Pentagram, mitgeprägte Gitarrenklang des klassischen Doom Metals ist entsprechend ein wesentlicher Bestandteil der Musik von Place of Skulls. Das Gitarrenspiel variiere zwischen dem dröhnenden Black-Sabbath-Riffing tief gestimmter Gitarren, die zum Teil gar direkte Black-Sabbath-Zitate bieten, gelegentlichen Akustikeinlagen, Verweisen auf den Hard Rock der 1970er-Jahre bis hin zu Bluesrock und Blues. Griffin bestätigt solche Einschätzungen und nennt Cream, Steppenwolf, Alice Cooper, Blue Cheer, Jimi Hendrix sowie Led Zeppelin als wichtige Einflüsse, die besonders in den Aufnahmen des Albums The Black is Never Far, dem die größte Nähe zum Blues und Hard Rock nachgesagt wird, zum Tragen kamen. Demgegenüber wurde der Gruppe unter Weinrichs Beteiligung ein höherer Anteil Psychedelic Rock sowohl im Gitarrenspiel als auch im Gesang attestiert.
Der Ox-Fanzine-Journalist André Bohnensack stellt Griffins Gesang in die direkte Tradition des Pentagram-Sängers Bobby Liebling und geht in seiner Besprechung des Albums Nailed davon aus, dass Griffin sich an diesem orientiert habe. Andreas Stappert vom Rock Hard sieht den Gesang eher „zwischen Scott ‚Wino‘ Weinrich (Spirit Caravan) und Eric Wagner (Trouble)“, nennt ihn jedoch ebenfalls seelenvoll und sehr emotional. Weitere Rezensionen loben den Gesang als kraftvoll und verraucht-melancholisch. Dabei singt Griffin mit klarer und eher hoher Stimme. Dieser wird von Evdokimov Wiedererkennungswert und ein herzhafter Klang attestiert. An dieser Bewertung orientiert, sieht Evdokimov Griffins Gesang als eine ideale Ergänzung zu der von Place of Skulls gespielten Musik. Eduardo Rivadavia hingegen spricht ihm, in einer für Allmusic verfassten Rezension, ein nur mittelmäßiges Talent zu. Weinrichs Stimme bezeichnet er demgegenüber als „technisch lausig, aber mit Persönlichkeit ausgestattet“. Weinrich trägt seinen Gesang auf With Visions mit dunkler und rauer Stimme vor.
Der über die Jahre unterschiedlich besetzten Rhythmusgruppe wird stets herausragendes Handwerk attestiert. Sie sei „songdienlich unauffällig groovend […]“. Bass und Schlagzeug unterstützen die Musik, ohne sich dabei in den Vordergrund der Musik zu stellen. Der Rhythmus bleibt vornehmlich langsam und wird gelegentlich etwas angezogen. Das Schlagzeugspiel wird als erfinderisch, groovend und die Musik antreibend bezeichnet. Das Bassspiel gilt hingegen als druckvoll, donnernd und solide.

### Rezeption
Place of Skulls zählt neben Trouble zu den bedeutendsten Doom-Metal-Bands mit christlicher Botschaft. Die Musik wird von Rezensenten der Metal-Szene, gelegentlich in Abgrenzung zum religiösen Konzept, hoch geschätzt. Vereinzelt weisen Rezensenten, wie Phil Freeman in seiner As-a-Dog-Returns-Besprechung für Allmusic, darauf hin, dass die eindeutig religiöse Botschaft „niemanden daran hindere, die Musik zu genießen.“ Ebenso differenziert André Bohnensack vom Ox-Fanzine zwischen der Musik, der transportierten Ideologie und den Überzeugungen Griffins, welche über das Bekenntnis zum Christentum hinaus mit der Präsentation von Links zu Verschwörungstheorien und homophoben Webradio-Moderatoren auf der Website der Band sowie entsprechenden Einlassungen in Interviews einhergingen. Trotz moralischer Bedenken lobt er das Werk der Gruppe.
Rezensenten christlicher Medien loben in ihren Auseinandersetzungen mit der Gruppe hingegen besonders die Texte und bezeichnen einige als Worship-tauglich. Ihnen gilt das Werk der Band als besonderer Ausdruck eines gefestigten Glaubens. Insbesondere die EP Love Through Blood und das Album As a Dog Returns werden für die lyrische „Kompromisslosigkeit“ gelobt. Für As a Dog Returns werden die bibel-basierten Texte, welche mitunter direkt Psalme zitieren, hervorgehoben. Der Rezensent Andrew Rockwell geht in seiner Rezension der EP Love Through Blood davon aus, dass Southern Lord die vier auf der EP enthaltenen Stücke aufgrund kompromisslos christlicher Texte aus dem Album Nailed strich.
Die meisten Rezensionen der Musikpresse konzentrieren sich hingegen auf die Beurteilung der Qualität der Musik und betrachten lobend den von der Band gespielten Doom Metal, während sie sich mit den Inhalten kaum auseinandersetzen.
Götz Kühnemund bezeichnete Nailed im Rock Hard 2003 als „das beste Doom-Debüt seit langem“. Bohnensack verglich Nailed mit Griffins vorherigen Bandbeteiligungen und sah es als ein Album, das „sich nahtlos in das Gesamtwerk von Victor Griffin einfügt“. Evdokimov nennt das Album ein gutes Doom-Metal-Album, dabei sei jedoch das The-Animals-Cover Don’t Let Me Be Misunderstood „die einzige Überraschung“ auf Nailed. Laut Josh Serba, der das Album für Allmusic rezensierte, sind alle Songs des Albums „solide und einprägsam“, bisweilen gar „bemerkenswert“.

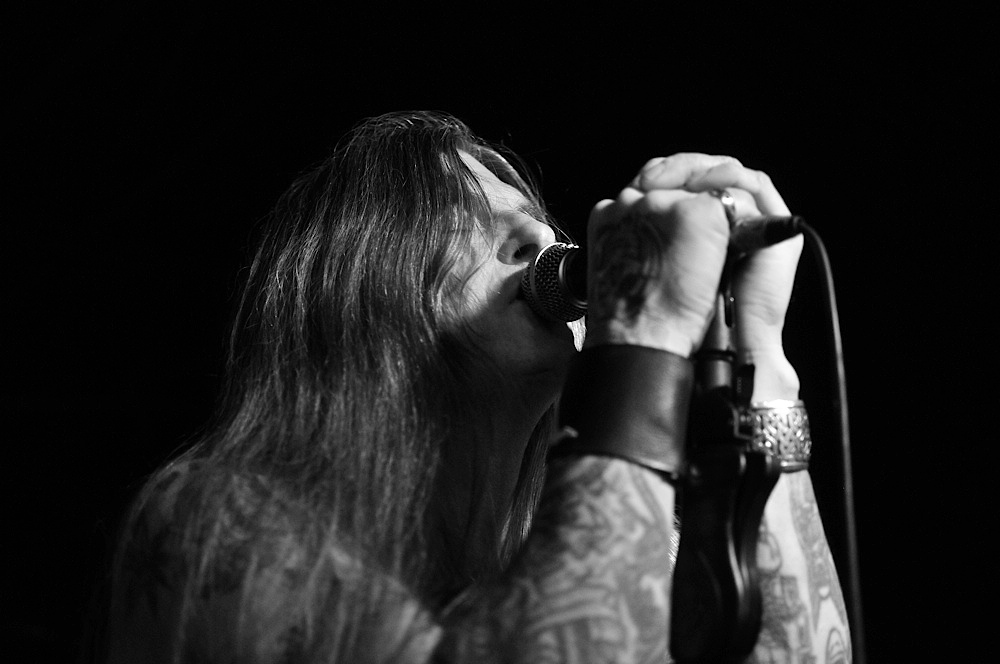
In der Rezeption des Albums With Vision wird häufig die Beteiligung Weinrichs, hier live mit Saint Vitus 2011, hervorgehoben. Auch im Nachhinein wurde das Album von Rezensenten eher als Weinrich-Album denn als Place-of-Skulls-Album gewertet.

With Vision hingegen wird von Kühnemund als Variante der von Weinrich geprägten Bands Saint Vitus, The Obsessed und Spirit Caravan gesehen. Ähnlich beschreibt Bohnensack das Album: „Trotz […] unbestrittenen Qualitäten“ sei With Vision „eher eine Sammlung von eigenständigen Weinrich- und Griffin-Songs als ein homogenes Album.“ Zuvor bezeichnete er das Album als „eine hervorragende altmodische Doomplatte“, welche dem Debüt ähnlich sei. Evdokimov beschreibt das Album als gelungene Kooperation der beiden Musiker, welche jedoch nicht die Qualität populärer Veröffentlichungen beider in anderen Gruppen halten kann. Trotz solcher Einschränkungen wird in der Doom-Metal-Sonderausgabe der Musikzeitschrift Deaf Forever With Vision als gelungenes Album unter Weinrichs Beteiligung empfohlen.
Während As a Dog Returns von christlichen Medien bevorzugt wird, gilt The Black Is Never Far den meisten Rezensenten der Musikpresse als bestes Place-of-Skulls-Album. Eine für das Webzine Metal.de geschriebene Besprechung schließt mit der Einschätzung, es sei „ein Muss für jene Doomer und Über-den-Tellerrand-Hörer, die auf intelligentes Songwriting setzen.“ Von Evdokimov ebenso wie von Popoff wird das Album zum besten der Gruppe erklärt. Dabei beschreibt Evdokimov The Black Is Never Far zugleich als das düsterste und deprimierendste der Gruppe. Den Einsatz eines Saxophons wertet er als effektvolle Besonderheit im klassischen Doom Metal. In Deaf Forever wird The Black is Never Far zu den 150 bedeutsamsten Alben des Doom Metal gezählt. Ebenso wurde das Album 2006 im Ox-Fanzine als bisheriger Höhepunkt der Gruppe bezeichnet. Gelegentlich urteilten Rezensenten negativer über The Black Is Never Far und bemängelten den Ausstieg Weinrichs. Rivadavia betrachtete es als gutes, aber wenig bedeutsames Album, das „in einer bereits überfüllten Doom-Szene unweigerlich in Vergessenheit geraten“ werde.
Das auf The Black Is Never Far folgende As a Dog Returns wird diesem gegenüber von der Musikpresse als solides Album im Genre bezeichnet. Bisweilen wird dem Album mehr Glätte in der Produktion und etwas mehr Mut im Stil, aufgrund eines modernisierten Klangs, attestiert. Als besonderes Album im Œuvre der Gruppe wird das Album hingegen von Rezensenten christlicher Rockmusik hervorgehoben. Diese gehen dabei im besonderen Maß auf die Texte ein und loben Inhalt und Botschaft des Albums. Das erst 2016 in die Diskografie der Band aufgenommene Album In-Graved wird als Fortführung der auf As a Dog Returns präsentierten musikalischen und inhaltlichen Entwicklung betrachtet. Ein besonderer Stellenwert wird dem Album in der Diskografie der Band jedoch kaum zugesprochen.

### Publikum
Die Musik der Gruppe wird vornehmlich von einem Metal-Publikum rezipiert. Die Band trat bei diversen Metal-Festivals auf, insbesondere auf Veranstaltungen, die sich auf den Doom Metal spezialisiert haben. So präsentierte sich Place of Skulls beim deutschen Hammer of Doom 2010, beim niederländischen Roadburn Festival 2011 und beim Maryland Doom Fest 2016. Auch die Labels, mit welchen Place of Skulls zusammenarbeitete, werden der Metal-, im Besonderen der Doom-Metal-Szene zugeordnet. Interviews und Rezensionen sind überwiegend in Musikmagazinen zu finden, die auf Metal und Hard Rock spezialisiert sind, darunter das Rock Hard, das Deaf Forever sowie das Fanzine Doom Metal Front.
In der Metal-Szene findet wenig inhaltliche Auseinandersetzung mit Griffins Texten und Idealen statt. Vielmehr steht, wie manche Rezensenten betonen, die Musik im Vordergrund der Betrachtung. Griffins Bekundung, mit seinen Texten lediglich seine Persönlichkeit auszudrücken und niemanden missionieren zu wollen, entspricht einer in der Szene gängigen Einstellung. Politischer oder religiöser Dogmatismus, der die Musik zu einem bloßen Vehikel der Botschaft macht, wird von der Szene größtenteils abgelehnt. Hinzu kommt, dass die Beschäftigung mit Liedtexten in der Szene als wenig bedeutsam gilt. Transportierte Inhalte können gar den eigenen Überzeugungen konträr gegenüber stehen, ohne den Zuspruch für die Musik zu beeinträchtigen.